# Kiira Motors Corporation
Kiira Motors Corporation или KMC — это государственное предприятие в Уганде, созданное для содействия развитию внутренней цепочки создания стоимости в автомобильной промышленности для создания рабочих мест и богатства, а также коммерциализации проекта электромобиля Kiira. Партнерами по долевому участию являются правительство Республики Уганда в лице Министерства науки, технологий и инноваций, Канцелярия президента, владеющая 96% первоначальных акций, и Университет Макерере, владеющий 4%.
Первый электромобиль в Африке был разработан в рамках проекта Kiira Electric Vehicle Project в 2011 году. KMC разработала первый в Африке гибридный автомобиль Kiira EVS в 2014 году и первый в Африке электрический автобус на солнечных батареях Kayoola Solar Bus в 2016 году.
Другие продукты KMC — это Kayoola EVS — полностью электрический низкопольный городской автобус с запасом хода 300 километров на полной зарядке, а также Kayoola Coach — автобус премиум-класса, доступный как с электрическими, так и с дизельными силовыми агрегатами.

## История
История KMC началась в 2007 году;  эволюционировав от внеклассной деятельности под эгидой тогдашнего технологического факультета Университета Макерере к университетской учебной деятельности, а затем и к основной национальной инициативе в области автомобилестроения. В 2007 году глобальный консорциум из более чем 31 университета и колледжа по всему миру принял участие в Саммите по проектированию транспортных средств (VDS), чтобы спроектировать и вывести на рынок 5-местный гибридный электромобиль Vision 200, предназначенный для индийского рынка. В рамках трехлетнего проекта под руководством Массачусетского технологического института в США Университет Макерере в Уганде был единственным участником из Африки.  Команда технологического факультета (ныне Колледжа инженерии, дизайна, искусства и технологий) отвечала за проектирование и интеграцию маломощной электроники и сетевых систем передачи данных. Учитывая опыт создания Vision 200, другой глобальный опыт сотрудничества и сопоставление лучших практик, команда университета решила приступить к проекту, направленному на проектирование и производство автомобиля в Уганде.

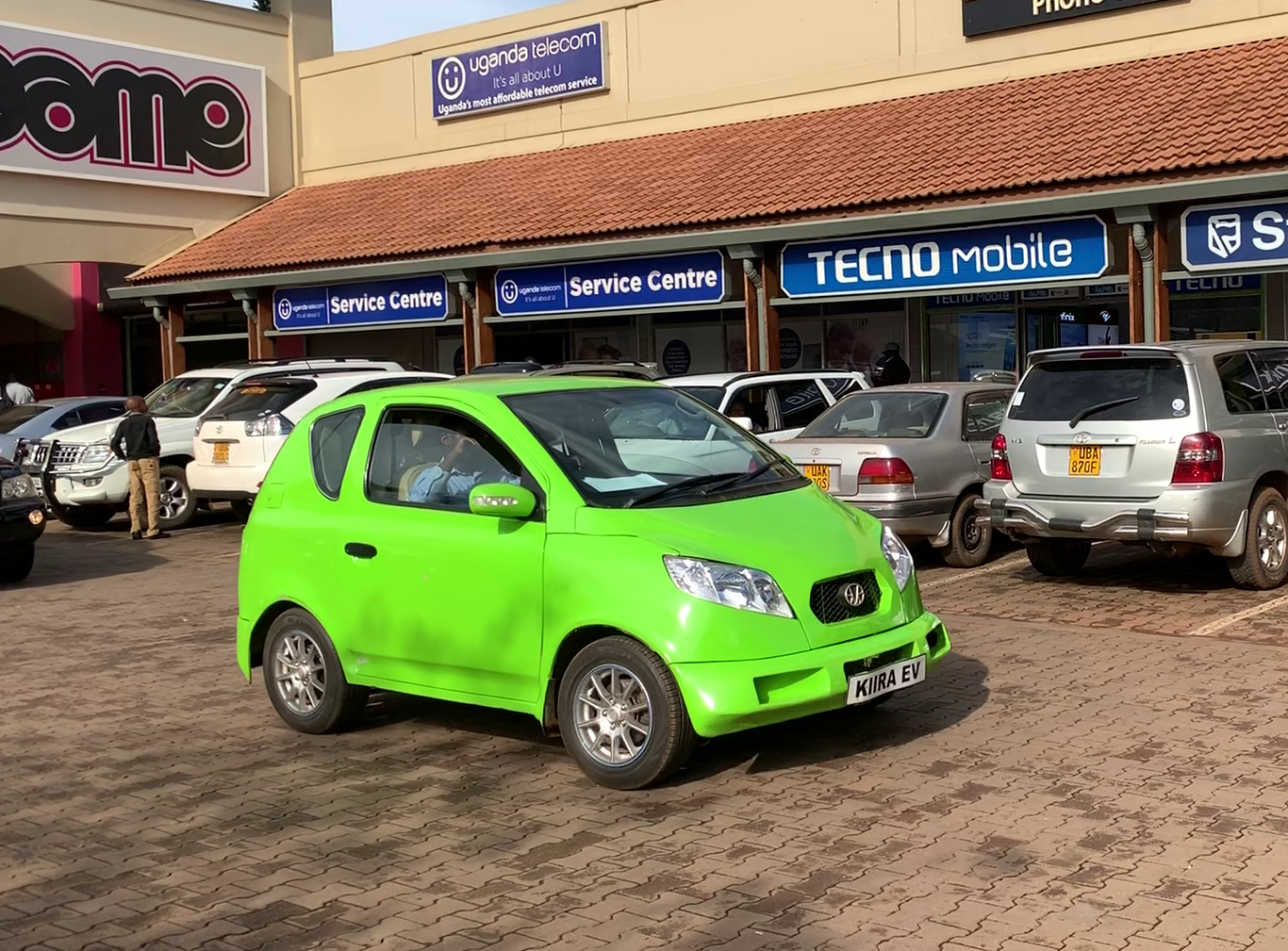
Kiira EV в Кампале

Центр исследований транспортных технологий (CRTT) был задуман при Университете Макерере в декабре 2008 года и утвержден как часть университетских структур с 1 января 2011 года. Стратегической целью CRTT было продвижение исследований и инноваций в транспортных технологиях на суше, в воздухе и море с особым акцентом на решениях «зеленой» автопромышленности для Африки. Проект Kiira EV был первым проектом, реализованным в рамках CRTT.  Kiira EV, первый электромобиль в Африке, был построен командой и запущен Йовери Мусевени, президентом Республики Уганда, 24 ноября 2011 года. Успешная реализация проекта Kiira EV привела к созданию проекта Kiira Motors Project.  как правительственная инициатива по развитию автомобильной промышленности, направленная на создание автомобильного завода в Уганде.  Проект Kiira Motors положил начало программе инноваций в автомобильных технологиях Kiira, в рамках которой Kiira EV SMACK, первый электрический гибридный автомобиль, спроектированный и построенный в Африке, был разработан и представлен на очень громком мероприятии в Международном конференц-центре Кеньятта в Найроби, Кения. В ноябре 2014 года. Затем команда спроектировала и построила солнечный автобус Kayoola, первый электрический солнечный автобус, спроектированный и построенный в Африке. Автобус Kayoola Solar Bus был запущен Йовери Мусевени 16 февраля 2016 года в отеле Kampala Serena.
Kiira Motors провела прединвестиционный анализ (экономическое обоснование KMC), чтобы подтвердить жизнеспособность концептуальных автомобилей, произведенных в Уганде.  Это послужило основой для разработки бизнес-стратегии Kiira Motors Corporation, а затем и бизнес-плана. Прединвестиционный анализ KMC (экономическое обоснование) был представлен премьер-министром Уганды Рухаканой Ругундой 7 декабря 2015 года в конференц-зале администрации президента.

## Модельный ряд

### Кayoola EVS
Kayoola EVS — это полностью электрический городской автобус с низким полом, специально разработанный для городского общественного транспорта.  При полной зарядке запас хода Kayoola EVS составляет до 300 километров, что позволяет ему справляться с ежедневным рабочим циклом.  Вместимость до 90 пассажиров.

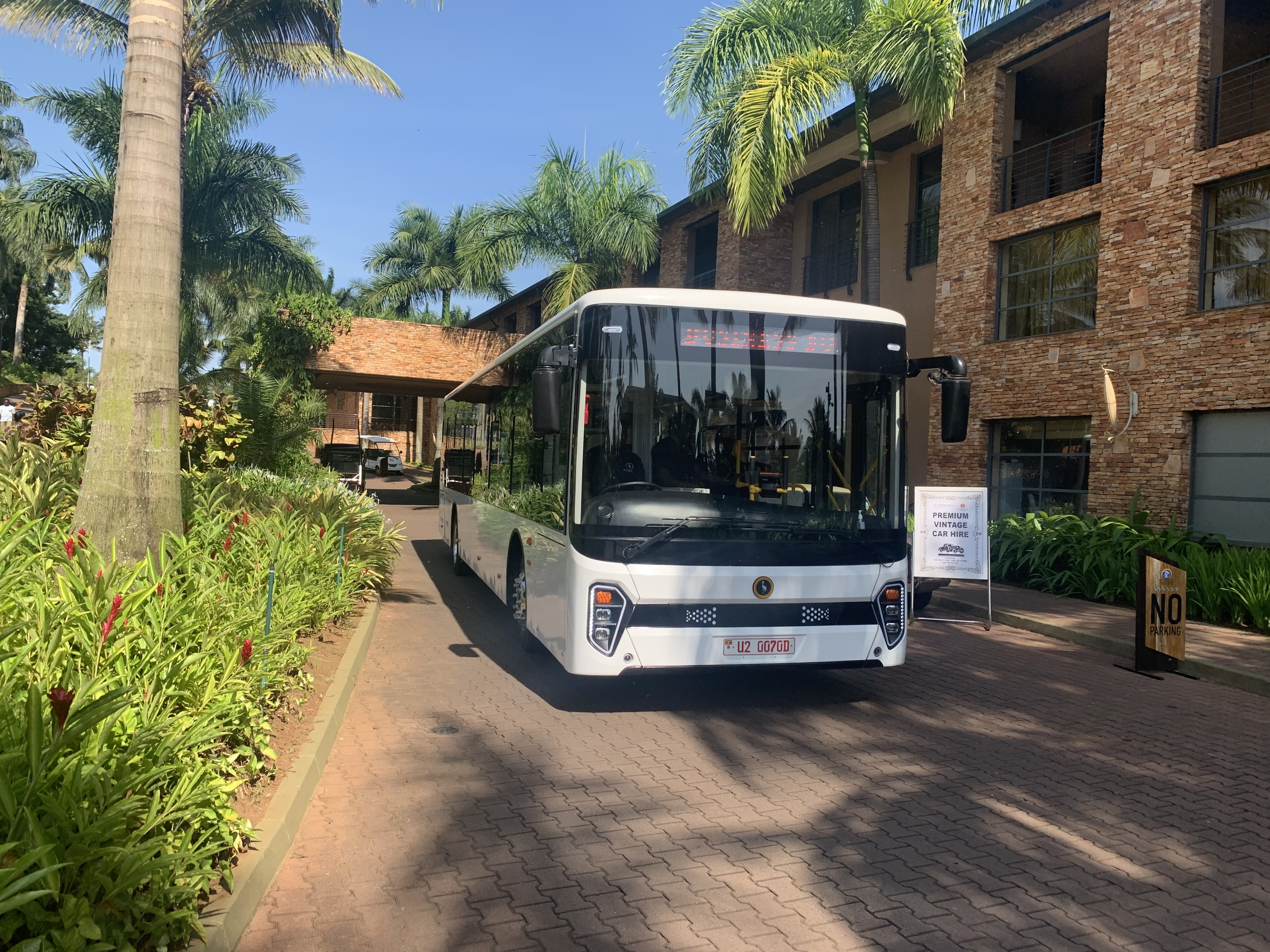
Kayoola EVS

Автобусы Kayoola EVS использовались для оказания услуг трансфера между международным аэропортом Энтеббе и курортом Содружества Муньоньо для делегатов во время Бизнес-форума ЕС-Уганда в марте 2020 года.

### Kayoola Coach

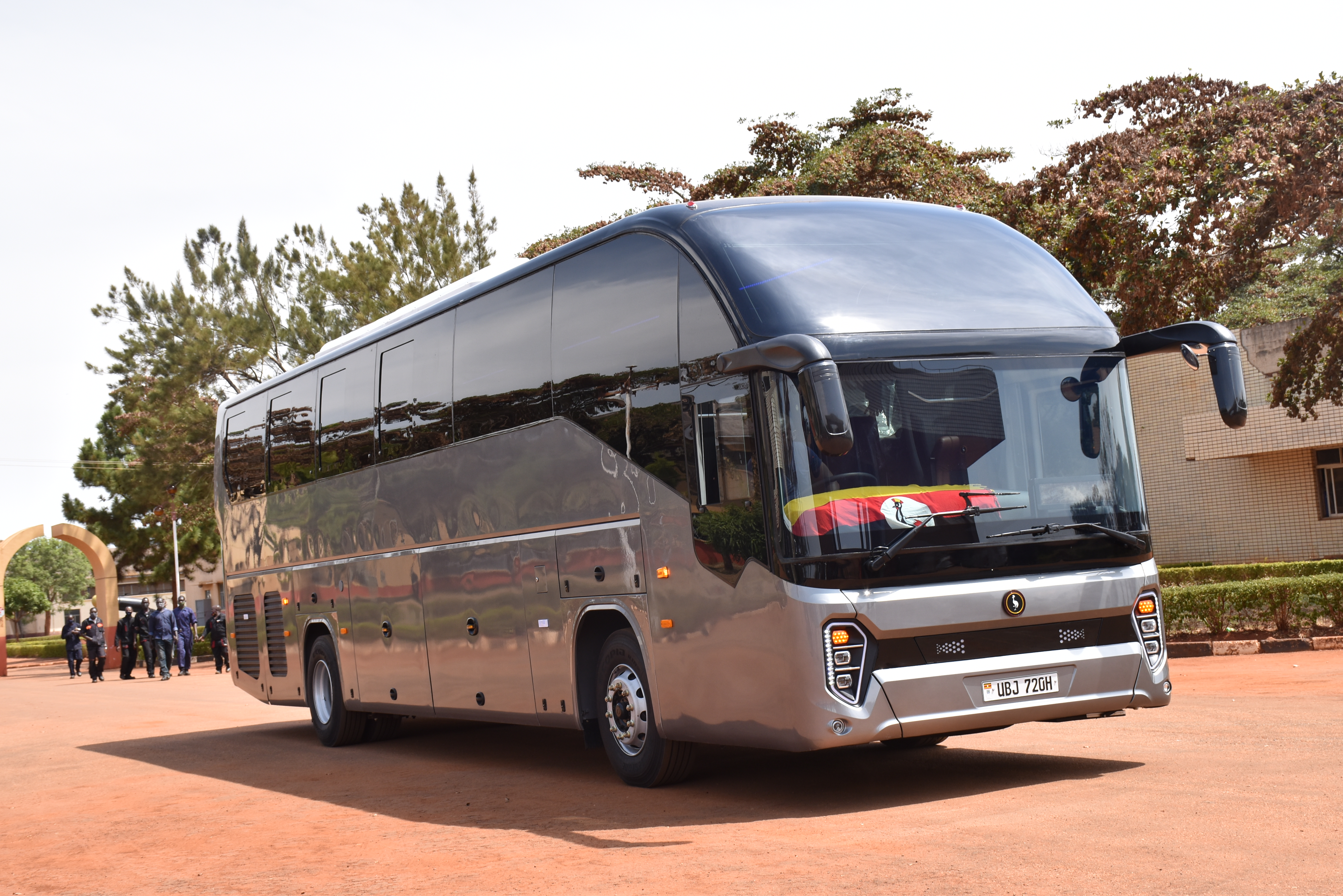
Kayoola Coach Diesel

Kayoola Coach — междугородний автобус в Африке, доступный как в электрическом, так и в дизельном исполнении.  Kayoola Diesel Coach оснащен 6-цилиндровым двигателем Cummins с турбонаддувом и промежуточным охлаждением, обеспечивающим мощность более 375 лошадиных сил и способным развивать максимальную скорость 140 км/ч.

### Kiira EVS

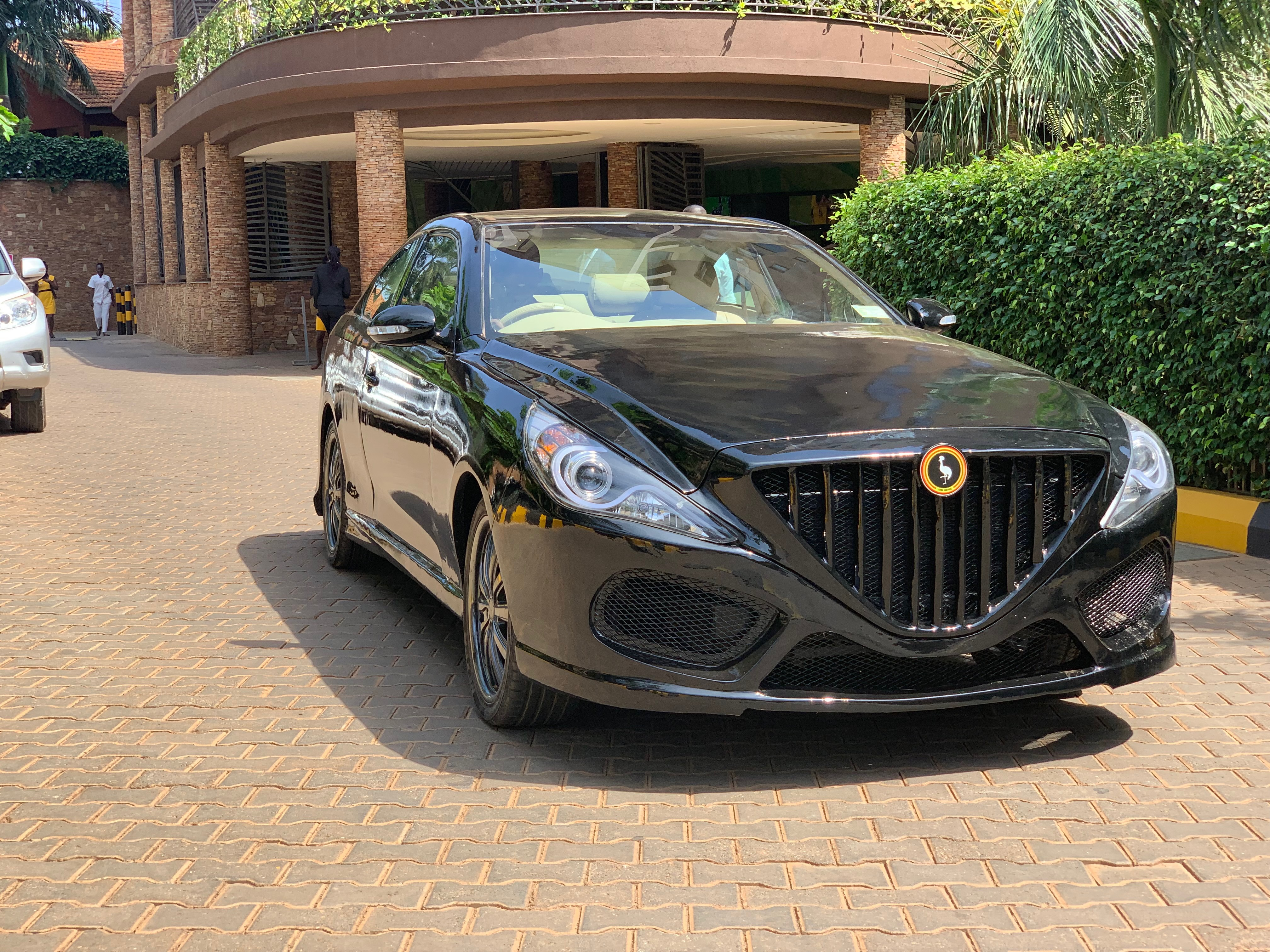
Kiira EVS

Kiira EVS, автомобиль, спроектированный и построенный Kiira Motors Corporation, представляет собой четырехместный автомобиль представительского класса, построенный на платформе Kiira EV SMACK.